# سبو بزرگ
سبو بزرگ یکی از محله‌های شهر لواسان در استان تهران است که در حال گسترش و تبدیل شدن به یکی از گران قیمت‌ترین مناطق کاملا ویلایی لواسان با چشم‌اندازهایی از سد لتیان ، پارک جنگلی لتیان و کوه‌های زیبای لواسان کوچک است.
این محله در گذشته و تا پیش از تأسیس شهرداری لواسان، یکی از آبادی‌های لواسان کوچک بود که همراه با چند روستای دیگر در سال ۱۳۴۹ در شهر لواسان ادغام گردید و حالا به عنوان یکی از محله‌های شهر لواسان شناخته می‌شود.
سبو بزرگ در نزدیکی محله سبو کوچک و در چهار کیلومتری مشرق محله گلندوک قرار دارد. اراضی و باغات سبو بزرگ از چشمه‌سار و رودخانه افچه مشروب می‌شود. سبو بزرگ را به همراه سبو کوچک، منطقه سبو می‌گویند. در گذشته ٩ هکتار گندم آبی و ١٩ هکتار گندم دیم و ٣ هکتار جو آبی و ٣ هکتار باغ و قلمستان داشته و شغل اهالی آن کشاورزی و محصولش غله بوده‌است. مقداری از اراضی و باغاتش امروزه از بین رفته و بجای آن ویلا و ساختمانهای مسکونی احداث کرده‌اند.

## جاذبه های توریستی
از آثار باستانی نزدیک این محله می‌توان تپه ناظم‌آباد مربوط به دوره پیش از اسلام در محله ناظم‌آباد را یاد کرد.

## وجه تسمیه
سبو در زبان پارسی به معنای کوزه یا قدح آب می‌باشد.